# 共立通
共立通（きょうりつどおり）は、大阪府大阪市阿倍野区にある町名。現行行政地名は共立通町一丁目および共立通二丁目。

## 地理
阿倍野区の西部に位置し、南に丸山通1～2丁目、東に阿倍野筋4〜5丁目、西に西成区天下茶屋東、そして北は大阪市設南霊園（墓地）に面している。
大阪メトロ谷町線の阿倍野駅は最も近いが、ターミナル駅の天王寺にも徒歩圏内で交通の利便性は優れている。
全域「第二種中高層住居専用地域」でまた地区内にはセンターラインのある道路が無いため、閑静な住宅地となっている。
町会は共立1北町会と共立1南町会、共立2東町会と共立2西町会に分かれている。

## 歴史

### 地名の由来
東成郡天王寺村の一部であったとき、小字名に経立・中経立・奥経立があり、上町台地の紀州街道に通じる道が経立を通過していたことから、経立（きょうだつ）の文字と読みが共立（きょうりつ）と改められ、共立通と呼びならわされていたことに由来する。

### 沿革
- 1929年（昭和4年）、大阪市住吉区天王寺町の一部より成立。
- 1943年（昭和18年）、分区により、阿倍野区の所属となる。
- 1967年（昭和42年）、一部が阿倍野筋1 - 5丁目となる[7]。

## 世帯数と人口
2024年（令和6年）9月30日現在の世帯数と人口は以下の通りである。
| 丁目         | 世帯数  | 人口    |
| ------------ | ------- | ------- |
| 共立通一丁目 | 478世帯 | 944人   |
| 共立通二丁目 | 375世帯 | 794人   |
| 計           | 853世帯 | 1,738人 |

### 人口の変遷
国勢調査による人口の推移。
| 1995年（平成7年）  | 2,112人 | [ 8 ]  |  |
| 2000年（平成12年） | 1,934人 | [ 9 ]  |  |
| 2005年（平成17年） | 1,847人 | [ 10 ] |  |
| 2010年（平成22年） | 1,699人 | [ 11 ] |  |
| 2015年（平成27年） | 1,708人 | [ 12 ] |  |
| 2020年（令和2年）  | 1,738人 | [ 13 ] |  |

### 世帯数の変遷
国勢調査による世帯数の推移。
| 1995年（平成7年）  | 760世帯 | [ 8 ]  |  |
| 2000年（平成12年） | 730世帯 | [ 9 ]  |  |
| 2005年（平成17年） | 716世帯 | [ 10 ] |  |
| 2010年（平成22年） | 725世帯 | [ 11 ] |  |
| 2015年（平成27年） | 750世帯 | [ 12 ] |  |
| 2020年（令和2年）  | 796世帯 | [ 13 ] |  |

## 学区
市立小・中学校に通う場合、学区は以下の通りとなる。なお、小学校・中学校入学時に学校選択制度を導入しており、通学区域以外に阿倍野区の小学校（自宅から概ね2km以内）・中学校から選択することも可能。
| 丁目         | 番   | 小学校             | 中学校             |
| ------------ | ---- | ------------------ | ------------------ |
| 共立通一丁目 | 全域 | 大阪市立丸山小学校 | 大阪市立松虫中学校 |
| 共立通二丁目 | 全域 | 大阪市立丸山小学校 | 大阪市立松虫中学校 |

## 事業所
2021年（令和3年）現在の経済センサス調査による事業所数と従業員数は以下の通りである。
| 丁目         | 事業所数 | 従業員数 |
| ------------ | -------- | -------- |
| 共立通一丁目 | 16事業所 | 53人     |
| 共立通二丁目 | 13事業所 | 223人    |
| 計           | 29事業所 | 276人    |

## 施設
- 大谷中学校・高等学校

## その他

### 日本郵便
- 〒545-0041[3]（集配局：阿倍野郵便局[17]）